# Cyrtorhininae
Cyrtorhininae zijn een onderfamilie van krabben (Brachyura) uit de familie Raninidae.

## Geslachten
De Cyrtorhininae omvatten slechts één geslacht:
- Cyrtorhina Monod, 1956